# Broederliefde
Broederliefde is een Nederlandse hiphopgroep afkomstig uit de Rotterdamse wijk Spangen. De groep bestaat uit vijf leden: Emms (Emerson Akachar), Jerr (Jerzy Rocha Livramento), Sjaf (Javiensley Dams), Edson (Edson Cesar) en Mella (Melvin Silberie). In 2016 bereikten ze met de plaat Hard work pays off 2 de eerste plaats in de Album Top 100 en bleven daar veertien weken op 1 staan. Met hun album We moeten door 2, het vervolg op het album We moeten door, bereikten ze ook de eerste plaats in de Album Top 100.

## Geschiedenis
De groepsleden zijn van Curaçaose, Dominicaanse en Kaapverdische afkomst en groeiden in Nederland op. Ze zijn oude voetbalvrienden die samen de studio ingingen.
In 2014 kwam debuutplaat Gevoelig feestje uit, die een top 3-notering behaalde in de Album Top 100. Het leverde Broederliefde een jaar later een Edison-nominatie op. Ook wint de formatie dat jaar enkele FunX Awards.
Eind 2015 volgde de tweede plaat Hard work pays off, waarop de single Alaka staat. Dat nummer werd het eerste singlesucces voor Broederliefde met een platinastatus en een notering in de Nederlandse Top 40 en Single Top 100. Eind april 2016 verscheen er een nieuwe versie van Hard work pays off 2. Op de eerste dag dat het album te beluisteren was, werden de nummers op Spotify bijna 700.000 keer beluisterd. De singles kregen daardoor allemaal een afzonderlijke notering in de Single Top 100. Hard work pays off 2 stond vervolgens dusdanig lang op nummer 1 dat het een dertien jaar oud record van Frans Bauer verbrak. De cd werd het eerste Nederlandstalige album dat dertien weken op 1 stond. In november werd het album ook genomineerd voor een 3voor12 Award en was de groep in de race voor een MTV Award voor beste Nederlandse act.
Na optredens op onder meer Lowlands trok Broederliefde een steeds breder publiek aan en stond de groep onder meer op de Uitmarkt in Amsterdam, de uitreiking van de Gouden Kalveren en in de televisieprogramma's RTL Late Night en DINO. Uit hun optreden bij DINO ontstond een samenwerking met Jan Smit, getiteld Kom dichterbij me.
De single Jungle was in 2016 het meest gestreamde nummer in Nederland op Spotify. Broederliefde zou in 2017 dienstdoen als 'Ambassadeur van de Vrijheid' op Bevrijdingsdag 2017. Het Nationaal Comité 4 en 5 mei besloot in maart 2017 dat dit niet doorging. Dit naar aanleiding van opnames gemaakt na de finale van de KNVB beker 2015/16 waarop te horen is dat Emms de antisemitische leus "Hamas, Hamas, Joden aan het gas!" roept. Later die maand besloot Broederliefde helemaal af te zien van optredens op bevrijdingsfestivals.
In juni 2019 wonnen zij de FunX Music Award in de categorie: Best group.